# Agabus leptapsis
Agabus leptapsis är en skalbaggsart som först beskrevs av Leconte 1878.  Agabus leptapsis ingår i släktet Agabus och familjen dykare. Inga underarter finns listade i Catalogue of Life.